# Солнечный радиус
| R⊙ =         | Единицы измерения      |
| ------------ | ---------------------- |
| 6,957⋅108    | метров                 |
| 695 700      | километров             |
| 0,00465047   | астрономических единиц |
| 432 288      | миль                   |
| 7,35355⋅10−8 | световых лет           |
| 2,25461⋅10−8 | парсек                 |
| 2,32061      | световых секунд        |

Со́лнечный ра́диус (обозначение: R⊙) — единица измерения длины, используемая для выражения размеров звёзд; равна радиусу Солнца и составляет:
R⊙ = 6,957⋅108 м (точно) ≈ 0,00465047 астрономической единицы.
Радиус Солнца примерно равен 109 радиусам Земли или 400 радиусам Луны.
Широко используется в астрономии как практичная внесистемная сравнительная единица, наряду с солнечной массой и солнечной светимостью. 
Номинальный солнечный радиус, используемый как единица длины и постоянная пересчёта, в настоящее время основан на определении, данном в 2015 году в Резолюции B3 XXIX Генеральной ассамблеи Международного астрономического союза: 1 R = 6,957 × 108 м (точно). Резолюция МАС рекомендует использовать обозначение с каллиграфическим шрифтом: R.  Индекс N обычно опускают, если это не может вызвать недоразумений. До 2015 года использовалось значение 6,9599 × 108 м.
Определяемый из измерений солнечный радиус, вообще говоря, несколько отличается от номинального и зависит от метода измерений. Так, при оптических измерениях, выполненных во время прохождения Венеры по диску Солнца в 2012 году, в видимом и ближнем ИК диапазонах получены следующие результаты в зависимости от длины волны:
- на 535,7 нм, R⊙ = 696 134 ± 261 км;
- на 607,1 нм, R⊙ = 696 156 ± 145 км;
- на 782,2 нм, R⊙ = 696 192 ± 247 км.

Значения, полученные из гелиосейсмологических наблюдений, в пределах ошибки совпадают с номинальным солнечным радиусом.